# Allué (Sabiñánigo)
Allué ist ein spanischer Ort in der Provinz Huesca der Autonomen Gemeinschaft Aragonien. Allué, im Pyrenäenvorland liegend, gehört zur Gemeinde Sabiñánigo. Er befindet sich etwa fünf Kilometer südöstlich von Sabiñánigo. Der Ort auf 880 Meter Höhe hatte im Jahr 2015 fünf Einwohner.

## Sehenswürdigkeiten
- Romanische Pfarrkirche San Juan Bautista[1]